# Andorf
Andorf es un municipio situado en el distrito de Schärding, en el estado de Alta Austria, Austria. Tiene una población estimada, a inicios de 2025, de 5221 habitantes.
Está ubicado cerca de la frontera con Alemania y de los ríos Danubio y Eno —un afluente derecho del primero—.